# Diyora Keldiyorova
Diyora Keldiyorova, född 13 juli 1998, är en uzbekisk judoutövare.
Keldiyorova tävlade för Uzbekistan vid olympiska sommarspelen 2020 i Tokyo. Hon blev utslagen i den första omgången i halv lättvikt mot Sosorbaram Lkhagvasuren.
I de efterföljande olympiska sommarspelen 2024 deltog hon igen och lyckades den här gången vinna OS-guldet efter fyra raka vinster mot Uta Abe, Mascha Ballhaus, Amandine Buchard och Distria Krasniqi.